# Cormocephalus fontinalis
Cormocephalus fontinalis är en mångfotingart som först beskrevs av Carl Graf Attems 1928.  Cormocephalus fontinalis ingår i släktet Cormocephalus och familjen Scolopendridae. Inga underarter finns listade i Catalogue of Life.